# 我が名はネロ
『我が名はネロ』（わがなはネロ）は、安彦良和による日本の漫画。『月刊コミックビンゴ』（文藝春秋）にて連載された。単行本（文藝春秋）、文庫本（中央公論新社）ともに上下巻。

## 作品の内容と経緯
紀元1世紀のローマ帝国皇帝ネロの即位（54年）から自殺（69年）までの歴史を題材とした作品である。
ネロの治世の事柄を丁寧に描きつつも、当時まだユダヤ人の胡散臭い新興教団に過ぎなかったキリスト教についても触れられている。
連載雑誌の『コミックビンゴ』は文藝春秋がコミック分野へ進出するための雑誌だったが、売れ行き不振で作者の予想以上に短期間に廃刊になり、描き下ろしを加えて単行本で完結した。そのため、後半の描きこみはコンパクトになって尻すぼみの感は否めない。それでもラストへのストーリーの運び方において、作者の決めていたところに持ち込むことに成功した点は評価される。

## あらすじ
紀元54年、ローマ皇帝クラウディウスが死に、16歳で養子のネロが皇帝に即位した。
そのころゲルマニアではローマの将軍コルブロが同地の反乱を鎮圧し、ゲルマン人を奴隷にして凱旋。その中の1人の青年が奴隷市場で、現役剣闘士と戦い、討ち果たす。彼は高値で買い上げられ「レヌス（ライン川）の狼」と呼ばれる剣闘士として活躍し始める。
ネロの治世はセネカの補佐もあり、滑り出しは好かったが、母后アグリッピーナの干渉が次第に疎ましくなる。
ネロがアクテというユダヤ人奴隷に一目ぼれし結婚を言い出すと、母后は反対する。すでに先帝の娘オクタヴィアと結婚していたからである。「オクタヴィアと離縁してでも」というネロに対し、母后はネロの義弟で先帝の実子ブリタニクスを新皇帝にすると言い出したため、ネロはブリタニクスを毒殺する。
ネロはお忍びでローマ市街に遊びに行ったとき、闘技場で「レヌスの狼」の試合を観る。ネロは素性を明かし、試合に敗れ殺されそうになった彼を助命し、買い上げて「レムス」の名を与え、身辺に居ることを許す。
一方、アクテがキリスト教徒であることがわかり、アグリッピーナは激怒して宮殿から追い出そうとする。これで母子の対立は決定的になる。ネロは友人オトに紹介された妻ポッパエアに魅了され、オトを左遷してポッパエアを妾にする。閨で「皇后になりたい」と彼女はいい、アグリッピーナがその障害であるとネロにささやく。このことで遂にネロは母を殺すことを決意する。
ネロはナポリに隠棲している母のもとを訪れ、バイエアの別荘で歓待。パウリの自邸へ戻る際に舟遊びを楽しむことをネロは提案し、船を用意する。息子の提案にアグリッピーナは従い船に乗るが、この船は壊れやすいつくりで、ナポリ湾上で沈没させ、彼女を溺死させる算段であった。船は沈没したが、一部始終を見ていたレムスによってアグリッピーナは救助される。
暗殺失敗の報を聞き、ネロは驚愕する。報復を恐れたネロは、アグリッピーナの無事を知らせに来た使者に皇帝暗殺の容疑をでっち上げ、近衛軍団をパウリの皇太后邸に派遣し、アグリッピーナを殺す。
罪を重ね、その重さに恐慌するネロをレムスは殴りつけ、牢屋に入れられるが許される。ネロは孤独の不安を彼に吐露するのであった。
母殺しを元老院が容認すると、ネロは思い通りの政治をする。ギリシアかぶれの彼はオリンピアに真似した「ネロ祭り」を開催し、自ら出場し有頂天になる。
そのころ、アクテはローマの場末で布教活動をしているパウロの集会に通っており、レムスもそれを観る。
ネロはオクタヴィアと離縁した挙句、追放先で自殺を強制させ、ポッパエアを皇后に迎える。
乱痴気騒ぎの酒宴を開き紊乱の限りつくすネロの前にパウロが現れ、贖罪と清貧を説くがたたき出されしまう。このころから、ネロは殺してきた人々の悪夢にうなされていく。それを紛らわすためにネロはナポリに劇場を新設し、詩の朗読会を開催する。
紀元64年、ローマ大火が起きるとネロは鎮火と復興計画の陣頭指揮をとるが、「ネロが火をつけた」という噂が立ち民衆の反抗を恐れた彼は、放火の罪をキリスト教徒に擦り付けて彼らをローマ市中で虐殺する。ペテロは磔になり殉教し、パウロも殉教する。
レムスはアクテを探すが見つからない。ネロとローマの狂気に嫌気がさしたレムスは、一族の仇のコルブロ将軍に復讐するため、彼の赴任地アルメニアの近くギリシアで石工となって機会を窺う。そのころギリシアへ旅行へ行くネロを目撃する。ネロはコルブロに対して自死を勧告し、コルブロは死んだ。それを聞いたレムスは生きる目標を見失い、アッピア街道の盗賊に成り果てる。
やがてネロの政治への不満が高まり各地で反乱が起こると、レムスはネロの末路を見届けるためローマへ行く。混乱の坩堝と化したローマでレムスはアクテと再会する。アクテはネロの潜伏先での世話をしていた。「国家の敵」と元老院に烙印を押され、混乱のローマを落ちのびたネロのもとへ、レムスとアクテは向かう。ネロはローマ郊外の一軒家に疲れ果てて潜伏していた。国外への亡命もままならぬネロは…。